# Andrzej Pałasz
Andrzej Ferdynand Pałasz (ur. 22 lipca 1960 w Zabrzu) – polski piłkarz występujący na pozycji napastnika lub pomocnika. Zdobywca trzeciego miejsca na mistrzostwach świata w 1982.
Pałasz wychowywał się drużynach juniorskich Górnika Zabrze i miał być talentem na miarę Włodzimierza Lubańskiego. Nigdy nie spełnił tych oczekiwań, jednak był cenionym piłkarzem klasy reprezentacyjnej. Z Górnikiem zdobył trzy tytuły mistrza kraju (1985, 1986, 1987). Po trzecim mistrzostwie odszedł do Hannover 96, grał także w tureckim Bursasporze.
W reprezentacji debiutował 17 lutego 1980 w meczu z Marokiem. Podczas MŚ 82 dwukrotnie wchodził na boisko z ławki, podczas następnych mistrzostw był tylko rezerwowym, a ostatni mecz w kadrze rozegrał kilka miesięcy przed turniejem finałowym w Meksyku. Łącznie wystąpił w 34 spotkaniach reprezentacji Polski (7 bramek).
Obecnie mieszka w Neuss. W Niemczech używa nazwiska Andreas Pallasch. Jest współwłaścicielem warsztatu lakierniczego, prowadzi też szkółkę piłkarską dla dzieci. W latach 2017–2018 pracował jako trener i koordynator drużyn U12 i U16 w szkole sportowej w Szanghaju. Od 2018 szkoli drużynę U19 w SC Kapellen.